# Gorkha (Bier)

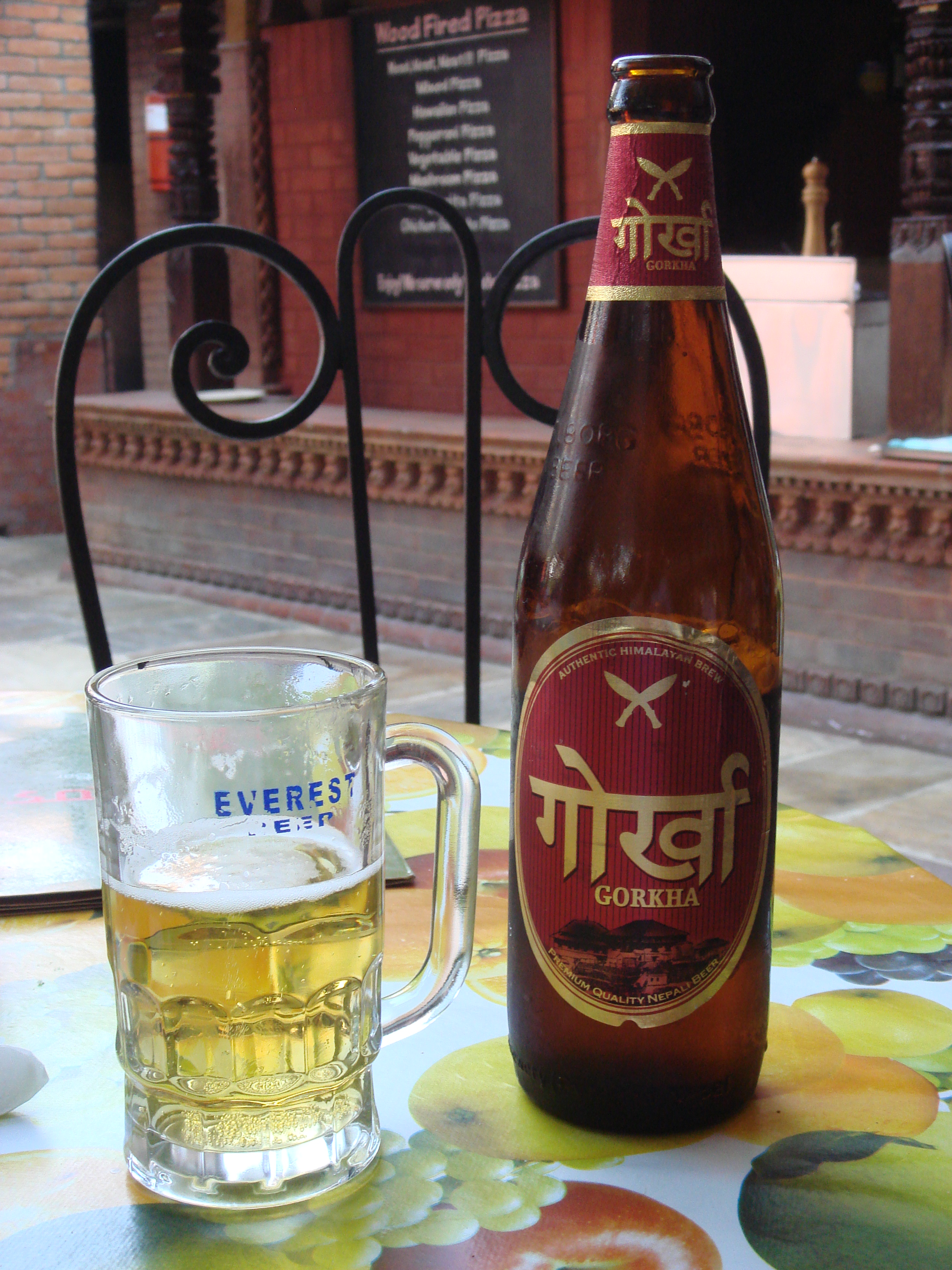
Gorkha Bier

Gorkha ist eine Biermarke, die in Nepal von der Gorkha Brewery Ltd. gebraut wird. Die Premium-Marke wurde 2006 eingeführt und wird inzwischen als Bierspezialität weltweit exportiert. Der Alkoholgehalt beträgt 5,5 % per Vol. Der Name leitet sich von der Ethnie der Gurkha (auch Gorkha) ab bzw. von deren angestammtem Siedlungsgebiet, dem Distrikt Gorkha mit der Hauptstadt Gorkha.
Die Gorkha Brewery gehört zur dänischen Carlsberg-Brauerei-Unternehmensgruppe und wurde 1989 als Joint Venture zusammen mit der nepalesischen Kheta Group in Mukundapur im Nawalparasi (Distrikt) gegründet.